# ТЕС Помалаа
4°11′0″ пд. ш. 121°36′38″ сх. д. / 4.18333° пд. ш. 121.61056° сх. д.
ТЕС Помалаа — теплова електростанція на індонезійському острові Сулавесі, яка обслуговує феронікелевий комбінат.
Ще наприкінці 1930-х роках на південно-східному півострові Сулавесі у Помалаа почалась розробка родовища нікелевої руди. За кілька років японська окупаційна влада запустила тут плавильний завод, який, втім, був зруйнований під час наступних бойових дій. Видобуток руди відновили у 1960-х, а з 1976-го тут почав роботу феронікелевий комбінат. Враховуючи відсутність на Сулавесі централізованої електросистеми, потреби зазначеного виробництва у електроенергії покривались за рахунок власної теплоелектростанції.
Станом на початок 2000-х майданчик у Помалаа мав 10 генераторних установок на основі двигунів внутрішнього згоряння потужністю по 5,8 МВт. У 2005-му ввели в дію шість генераторних установок від фінської компанії Wärtsilä типу 18V46 потужністю по 17 МВт, після чого попередні перевели до резерву. В 2013-му станцію доповнили ще двома установками від Wärtsilä типу 16V46 з тією ж одиничною потужністю. Як паливо все це обладнання споживало нафтопродукти, проте установки від Wärtsilä можливо перевести на блакитне паливо за умови появи джерела газопостачання.
У 2016 році стали до ладу 2 парові турбіни потужністю по 31,9 МВт, які живляться від котлів з циркулюючим псевдозрідженим шаром, де спалюють вугілля (на рік їм потрібно 300 тисяч тон). Це дозволило вивести з експлуатації найбільш старі генераторні установки.
Видача продукції для потреб нікелевого комплексу відбувається з напругою 30 кВ.